# Warłaam (Riaszencew)
Warłaam, imię świeckie Wiktor Stiepanowicz Riaszencew (ur. 27 maja?/8 czerwca 1878 w Tambowie, zm. w lutym 1942 w Wołogdzie) – prawosławny metropolita Permu.

## Życiorys
Urodził się w zamożnej rodzinie kupieckiej. Ukończył gimnazjum klasyczne w rodzinnym Tambowie, następnie – w 1900 – studia w Kazańskiej Akademii Teologicznej z tytułem magistra (kandydata) teologii. Od września 1901 uczył w szkole teologicznej w Ufie, miesiąc później złożył śluby zakonne i uzyskał święcenia kapłańskie. Od 1903 był inspektorem seminarium w Ufie.
Blisko związany z biskupem Antoninem (Chrapowickim), otrzymał od niego zadanie opieki duchowej nad staroobrzędowcami, którzy zdecydowali się na powrót do Rosyjskiego Kościoła Prawosławnego. W 1906 otrzymał godność archimandryty i został rektorem seminarium w Połtawie. Opublikował szereg prac związanych z życiem chrześcijańskich (Chrześcijańskie wychowanie dzieci, Wiara i przyczyny niewiary) oraz prac polemizujących z teozofią.
W styczniu 1913 został mianowany biskupem homelskim, jednak w 1918 samowolnie wyjechał z tego miasta do Kijowa i nie wrócił do kwietnia 1919, za co został pozbawiony godności. W czerwcu tego samego roku (według różnych źródeł: w Homlu lub Smoleńsku) Czeka zatrzymała go pod zarzutem prowadzenia działalności kontrrewolucyjnej i uwolniła dopiero wtedy, gdy 5000 wiernych złożyło petycję z prośbą o uwolnienie popularnego kapłana.
W 1919 został biskupem mścisławskim, w 1922 tymczasowo administrował eparchią mohylewską. Na krótko przyłączył się do ruchu Żywej Cerkwi, który już w roku następnym porzucił. We wrześniu 1923 został biskupem pskowskim, administrował równolegle eparchią homelską. W 1924 został ponownie aresztowany i skazany na dwa lata więzienia, które odbył w Jarosławiu. W czerwcu 1927 został metropolitą Permu.
Po wydaniu przez metropolitę Sergiusza deklaracji o wierności Cerkwi prawosławnej wobec rządu Warłaam zdecydowanie zaprotestował i w lutym 1928 ogłosił zerwanie z Rosyjskim Kościołem Prawosławnym. Metropolita Sergiusz odpowiedział 11 kwietnia, potwierdzając wykluczenie metropolity Permu (razem z innymi kapłanami, którzy go poparli) z Kościoła. Warłaam wydał wówczas kolejne oświadczenie, w którym stwierdzał, że Cerkiew nie może wprawdzie prowadzić walki bezpośredniej, jednak powinna być nadal zaangażowana w walkę duchową z "bezbożnym rządem".
Według różnych źródeł metropolita wrócił do Rosyjskiej Cerkwi Prawosławnej w maju 1928, jednak równolegle uczestniczył w pracach Cerkwi Katakumbowej, z którą jednak nigdy nie związał się formalnie. We wrześniu 1929 został ponownie aresztowany i skazany na 3 lata więzienia. W 1933 jego wyrok został przedłużony do 10 lat. Przebywał w więzieniu na Sołowkach, Kotłasie, a następnie na zesłaniu w Wołogdzie, wypuszczony z więzienia ze względu na bardzo zły stan zdrowia.
W 1941 został ponownie aresztowany i skazany na 10 lat łagru. Zmarł w lutym 1942 w więzieniu w Wołogdzie.